# Río Pitt
 El río Pitt en la Columbia Británica, Canadá, es un gran afluente del río Fraser, que entra en él unos pocos kilómetros aguas arriba de New Westminster y alrededor de 25 km al ESE del centro de Vancouver. El río, que comienza en la cordillera Garibaldi de las montañas Costeras, se extiende en dos secciones por encima y por debajo del lago Pitt y fluye en un curso generalmente meridional. El lago Pitt y el río Pitt inferior son de naturaleza mareal, ya que la desembocadura del Fraser está a sólo unos kilómetros río abajo de su confluencia. 
El río fue nombrado en honor a William Pitt el Joven. La primera mención del nombre, como "Río Pitts", aparece en el diario de 1827 llevado por James McMillan de la Compañía de la Bahía de Hudson. El río tiene un nombre alternativo, Quoitle, que es probablemente equivalente a Kwantlen.  
Al este de la parte baja del río Pitt, de 20 km de largo, se encuentra la comunidad de Pitt Meadows, mientras que al oeste se encuentran las ciudades de Coquitlam y Port Coquitlam; frente a su desembocadura se encuentra Surrey. Port Coquitlam y Pitt Meadows están conectados por los puentes de la autopista 7 y los puentes ferroviarios de la línea principal de RCP de doble vía, cuyos vastos depósitos principales del oeste comienzan en la orilla occidental del Pitt. La llanura de la parte baja de Pitt era un pantano   antes de su desecación. Las tierras de cultivo se encuentran en la orilla oriental en Pitt Meadows; la calidad más pobre del suelo y los matorrales de la orilla occidental han fomentado la suburbanización en gran escala en Port Coquitlam. En la orilla occidental, en los tramos superiores de la parte baja de Pitt, se encuentra el Parque Regional de Minnekhada, residencia del exteniente gobernador de Columbia Británica, Clarence Wallace. Más tarde fue vendida a la Corporación Daon, que vendió partes. La Provincia lo compró entonces, anticipando el futuro desarrollo de la zona; los futuros gobiernos provinciales vendieron aún más partes. 
La cuenca superior de Pitt es corta, pero alimentada por varios campos de hielo, glaciares y arroyos de montaña, como el Campo de Hielo Garibaldi y el campo de hielo de Mamquam. Por lo tanto, el río se hace bastante grande a sólo 50 km de su nacimiento en el Parque Provincial Garibaldi. Al este de la parte superior del Pitt se encuentra el Parque Provincial Orejas Doradas (que antes formaba parte del Parque Provincial Garibaldi). El tráfico de barcazas de los campamentos madereros en la cuenca superior de Pitt es una vista regular en el Lago Pitt, así como en la zona de los dos puentes de la autopista y el puente principal de la línea CPR justo arriba de la confluencia del Frase 
El Pitt es uno de los varios valles de lagos y de ríos de norte a sur que se unen al Fraser inferior a lo largo de su lado norte. Los otros son los valles del río Coquitlam, el río Alouette, el río Stave, el arroyo Suicide (Norrish Creek), el río Chehalis y, por último, el valle del lago Harrison, 60 km al este del Pitt 